# Lista de personagens de Crash Bandicoot
Crash Bandicoot é uma série de jogos de plataforma criada por Andy Gavin e Jason Rubin. Anteriormente desenvolvida pela Naughty Dog de 1996 a 1999, pela Traveller's Tales, Eurocom e Vicarious Visions de 2000 a 2004, e pela Radical Entertainment de 2005 a 2008, a série é atualmente publicada pela Activision. A série apresenta um grande elenco de personagens distintos, criados por diversos artistas, incluindo Charles Zembillas e Joe Pearson. O filme também conta com um elenco de dubladores veteranos.

## Protagonistas

### Crash Bandicoot
Crash Bandicoot é o personagem-título e protagonista principal da série Crash Bandicoot. Ele é um bandicoot listrado oriental antropomórfico que foi geneticamente aprimorado pelo principal antagonista da série, Doutor Neo Cortex. Ao longo da série, Crash atua como um obstáculo aos planos do Doutor Cortex. Embora Crash tenha uma série de manobras ofensivas à disposição, sua habilidade mais marcante é a de girar como um tornado em alta velocidade que derruba quase tudo que atinge.

### Aku Aku
Aku Aku é o guardião das Ilhas Wumpa e a figura paterna de Crash e seus amigos. Aku Aku é o espírito de um antigo feiticeiro envolto em uma máscara flutuante de madeira. Durante as missões de Crash para deter o Doutor Neo Cortex, Aku Aku espalhou cópias de si mesmo pelas viagens em um esforço para ajudar Crash em sua missão. Sempre que Crash possuir uma máscara Aku Aku, ele ficará protegido de um ataque ou contato inimigo. Colecionar três máscaras Aku Aku dá a Crash invulnerabilidade temporária a todos os perigos menores. Ele é dublado por Mel Winkler de Crash Bandicoot: Warped to Crash Twinsanity, por Cornell John em Crash Bash, e Greg Eagles de Crash of the Titans em diante.

### Coco Bandicoot
Coco Bandicoot é a irmã mais nova de Crash. Inteligente e criativa por natureza, ela é uma pessoa que gosta de consertar coisas e resolver problemas, possuindo uma imaginação fértil. Ela está frequentemente equipada com um laptop ou tablet. Ao contrário de Crash, ela possui um ceticismo saudável em relação aos outros e suas motivações. Ela busca tornar o estilo de vida relaxado de Crash mais organizado, e embora esteja contente em permitir que Crash cometa seus próprios erros e se divirta com os resultados, ela está preparada para intervir quando Crash se encontra em perigo legítimo.
Coco apareceu pela primeira vez em Crash Bandicoot 2: Cortex Strikes Back, no qual ela usa suas habilidades de hacker para aparecer esporadicamente via holograma e avisar Crash das intenções de Cortex. Ela aparece como personagem jogável em níveis selecionados de Crash Bandicoot: Warped e Crash Bandicoot: The Wrath of Cortex . Ela é incapacitada duas vezes em sua aparição secundária em Crash Twinsanity, e é sequestrada e sofre lavagem cerebral para ajudar na trama de Nina Cortex em Crash of the Titans ; na versão para Nintendo DS deste último jogo, ela aparece como uma vendedora de melhorias para as habilidades de Crash. Ela é uma personagem jogável selecionável durante todo o Crash Bandicoot 4: It's About Time e é o tema de uma série de níveis desbloqueáveis "Flashback Tape", que ocorrem durante o primeiro jogo. As fitas revelam que Coco foi criada por Cortex um mês após a fuga de Crash de seu castelo, e foi o último bandicoot de Cortex antes que ele considerasse animais de substituição. O macacão característico de Coco foi herdado originalmente pela mãe do Doutor N. Brio e doado pela Cortex sem o consentimento de Brio. Durante seu treinamento, Coco demonstrou fascínio pela tecnologia (assim como vício em videogame), o que o Dr. N. Gin aproveitou como uma oportunidade para orientá-la em mecânica e computação.

### Crunch Bandicoot
Crunch Bandicoot é um bandicoot grande e musculoso, geneticamente modificado com melhorias biônicas, que foi criado pelo Doutor Neo Cortex para destruir Crash Bandicoot. Ele aparece pela primeira vez em Crash Bandicoot: The Wrath of Cortex como o chefe final de cada área, unindo-se aos Elementais. Após sua derrota, Crunch muda de ideia e se junta à família de Crash. Ele é dublado por Kevin Michael Richardson em Crash Bandicoot: The Wrath of Cortex e Crash Nitro Kart, Chris Williams nos jogos Radical Entertainment, e Ike Amadi em Crash Team Racing: Nitro Fueled.

### Tawna
Tawna é o interesse amoroso de Crash, que apareceu pela primeira vez em Crash Bandicoot. Na época da criação de Crash, ela era a única criatura que não havia sido submetida ao Cortex Vortex. Depois que Crash é expulso do castelo de Cortex, Tawna passa seu cativeiro competindo com Cortex, tentando argumentar com Brio e fomentando a rebelião entre os capangas de Cortex. Depois que Crash derrota Cortex e resgata Tawna, eles vivem idilicamente juntos até que Tawna deixa Crash para ir para Pinstripe, precedendo os eventos de Crash Bandicoot 2: Cortex Strikes Back. Ela e Pinstripe mais tarde aparecem como personagens jogáveis no jogo Crash Boom Bang!. Uma versão alternativa de Tawna é uma personagem jogável em Crash Bandicoot 4: It's About Time. Ela é originalmente de uma dimensão conhecida como "Tawnaverse", onde ela é a protagonista de seu universo natal em vez de Crash.

## Antagonistas

### Doutor Neo Cortex
O Doutor Neo Cortex é o principal antagonista da série Crash Bandicoot e o arqui-inimigo do personagem titular, Crash Bandicoot. Cortex é um cientista louco que busca dominar o mundo como um ato de vingança pelo ridículo que sofreu no passado. Para atingir esse objetivo, Cortex transformou um grupo de animais em seus soldados. Ele acabou criando Crash Bandicoot, mas Crash não conseguiu ser controlado mentalmente por seu Cortex Vortex e foi removido do castelo de Cortex. Como as ações de Cortex colocam em risco a santidade das ilhas onde os jogos se passam, os planos de Cortex para dominar o mundo são frequentemente prejudicados por Crash e outros personagens. A interferência constante de Crash fez com que eliminá-lo fosse uma das principais prioridades do Cortex, junto com a dominação mundial.

### Uka Uka
Uka Uka é o irmão gêmeo mais novo e maligno de Aku Aku e o supervisor dos planos de Cortex para dominar o mundo. Ele foi selado em uma prisão subterrânea por Aku Aku muitos anos atrás, mas foi libertado em Crash Bandicoot: Warped quando as ruínas da estação espacial de Cortex caíram na Terra e destruíram sua prisão. Ele foi dublado por Clancy Brown de 1998 a 2003, por Cornell John em Crash Bash, por Alex Fernandez em Crash Twinsanity e por John DiMaggio de Crash of the Titans em diante.

### Dingodile
Dingodile é um antigo subordinado do Doutor Neo Cortex que é um híbrido mutante de um dingo e um crocodilo. Ele frequentemente aparece como chefe ou personagem jogável na série. Em Crash Bandicoot 4: It's About Time, Dingodile se aposentou do serviço da Cortex para operar um restaurante. Dingodile é dublado por William Hootkins em Crash Bandicoot: Warped, por David Anthony Pizzuto em Crash Team Racing, por Dwight Schultz em Crash Nitro Kart e Crash Twinsanity, por Nolan North na versão para Nintendo DS de Crash of the Titans, e por Fred Tatasciore de Crash Bandicoot N. Sane Trilogy em diante.
Dingodile foi conceituado pelo funcionário da Naughty Dog, Joe Labbe, que solicitou um personagem que fosse um cruzamento entre um dingo e um crocodilo. Charles Zembillas desenhou os primeiros esboços de Dingodile em 4 de fevereiro de 1998. Em certos momentos, o personagem alternadamente usava um chapéu de estilo australiano, tinha uma "cabelo desgrenhado" e andava de quatro. A Naughty Dog inicialmente queria que Dingodile fosse um personagem que cospe fogo antes de Zembillas sugerir dar a ele um lança-chamas para torná-lo "muito mais interessante". Os esboços finais de Dingodile foram desenhados em 12 de fevereiro de 1998. Zembillas expressou felicidade com o entusiasmo dos fãs do personagem.

### Doutor Nefarious Tropy
O Doutor Nefasto Tropy é um cientista pomposo que é especialista em viagens no tempo e luta usando um diapasão gigante. Tropy é dublado por Michael Ensign nos jogos da Naughty Dog, Crash Nitro Kart e Crash Twinsanity, Corey Burton em Crash Bandicoot: The Wrath of Cortex, Crash Bandicoot N. Sane Trilogy e Crash Team Racing Nitro-Fueled, e JP Karliak em Crash Bandicoot 4: It's About Time, com sua contraparte feminina dublada por Sarah Tancer em It's About Time . Tropy foi criado pela Naughty Dog como um chefe viajante do tempo que se encaixaria em um enredo de viagem no tempo. Charles Zembillas desenhou os primeiros esboços de Tropy (e o rabisco que ele criou como Naughty Dog estava descrevendo o personagem para ele) em 22 de janeiro de 1998. O dispositivo vestível de viagem no tempo de Tropy foi conceituado no início da evolução do design do personagem e inicialmente apareceu como uma engenhoca semelhante a um cinto que apresentava uma leitura digital exibindo o ano para o qual Tropy pretendia viajar. Em um ponto de seu desenvolvimento estético, a máquina do tempo de Tropy foi coberta por engrenagens e mecanismos de relógio, incluindo um relógio cuco na área inferior direita da máquina; Zembillas presumiu que os detalhes poderiam ser criados como uma textura no Adobe Photoshop e colocados sobre a estrutura poligonal do personagem modelado. Além disso, os pistões na parte traseira da máquina eram conectados uns aos outros por meio de rolamentos do tipo junta. Esses detalhes foram omitidos por serem muito complexos para o console PlayStation original. Os tubos de escape e os pistões foram mantidos devido ao reflexo da obsessão doentia de Tropy com o tempo.

### Nina Cortex
Nina Cortex é a sobrinha gótica do Doutor Neo Cortex que às vezes o ajuda em sua busca pela dominação mundial. Ela é dublada por Susan Silo em Crash Twinsanity, Amy Gross nos jogos Radical Entertainment, e Debi Derryberry em Crash Team Racing Nitro-Fueled e na versão DS de Crash of the Titans. Nina Cortex foi originalmente criada e projetada por Duke Mighten para Traveller's Tales como um personagem jogável em Crash Nitro Kart antes que as tarefas de desenvolvimento do jogo fossem transferidas para a Vicarious Visions. Durante sua concepção, não estava decidido se ela seria filha ou sobrinha de Neo Cortex, daí as discrepâncias deliberadas quanto ao seu relacionamento com Cortex em Crash Twinsanity . Como todos continuavam se referindo a ela como sobrinha do Doutor, o rótulo pegou e se tornou oficial. Sua aparência foi baseada em um dos designers que trabalhavam na Traveller's Tales.
Originalmente estreando em Crash Bandicoot Purple: Ripto's Rampage, a aparição de Nina em Crash Twinsanity foi recebeu avaliações positivas entre os críticos. James B. Pringle da IGN disse que Nina "quase rouba a cena com seu salto atrevido e seu braço extensor tipo Bionic Commando " e admitiu que "na verdade não se importaria de ver mais de Nina no futuro". Nick Valentino da GameZone a elogiou como "uma personagem inventiva", uma "adição muito bem-vinda à série" e "um dos muitos destaques que este jogo tem a oferecer".

### Nitros Oxide
Nitros Oxide é o principal antagonista de Crash Team Racing . Ele é um extraterrestre do planeta Gasmoxia que afirma ser o piloto mais rápido da galáxia e desafia Crash e seus amigos a uma corrida sob a ameaça de que a Terra seja transformada em um estacionamento de concreto e seus habitantes escravizados. Ele também aparece como um personagem chefe em Crash Bash e como um personagem jogável em Crash Nitro Kart. Ele é dublado por David Anthony Pizzuto em Crash Team Racing, por Quinton Flynn em Crash Nitro Kart, e por Corey Burton de Crash Team Racing Nitro-Fueled em diante.

### Gêmeos do Mal
Os Gêmeos do Mal, Victor e Moritz, são os principais antagonistas de Crash Twinsanity. Originalmente papagaios de estimação de Cortex, eles foram transportados para a Décima Dimensão durante o primeiro experimento de Cortex com o Evolvo-Ray e sofreram mutação pela "radiação reversa" do ambiente. Anos depois, eles tentam se vingar de Cortex e destruir as Ilhas Wumpa, mas são derrotados por Crash, Cortex e Nina, e são devorados por uma versão maligna de Crash. Ambos os gêmeos são dublados por Quinton Flynn.

## Personagens secundários

### Polar
Polar é um filhote de urso polar que Crash usa como montaria em certos níveis de Crash Bandicoot 2: Cortex Strikes Back e de Crash Bandicoot 4: It's About Time. Ele aparece como um personagem jogável em Crash Team Racing e Crash Nitro Kart. Polar é dublado por Debi Derryberry em Crash Nitro Kart e Misty Lee em Crash Team Racing Nitro-Fueled.

### Pura
Pura é um filhote de tigre-do-sul-da-china que Coco usa como montaria nos níveis de cenário chinês de Crash Bandicoot: Warped. Ele aparece como um personagem jogável em Crash Team Racing, Crash Nitro Kart e Crash Boom Bang!. Pura é dublada por Paul Greenberg em Crash Nitro Kart e por Misty Lee em Crash Team Racing Nitro-Fueled. 

### Baby T
Baby T é um jovem Tiranossauro que Crash usa como montaria em alguns níveis com temática pré-histórica de Crash Bandicoot: Warped . Ele aparece como um personagem jogável em Crash Team Racing Nitro-Fueled, no qual é dublado por Ike Amadi.

### Máscaras Quânticas
As Máscaras Quânticas − compostas por Lani-Loli, Akano, Kupuna-Wa e Ika-Ika − são um grupo de máscaras extradimensionais que aparecem em Crash Bandicoot 4: It's About Time e podem conceder a Crash e Coco poderes únicos. Lani-Loli é uma máscara preocupada e propensa a ataques de pânico que pode fazer objetos aparecerem e desaparecerem. Akano é uma máscara estóica e concisa que pode conceder a Crash e Coco um poderoso "Giro da Matéria Escura" que lhes permite planar. Kupuna-Wa é uma máscara onisciente com personalidade de uma mulher idosa que pode retardar temporariamente o fluxo do tempo. Ika-Ika é uma máscara de duas faces com personalidades distintas: um velho bem-educado e um jovem autodepreciativo e negativo, que consegue reverter a gravidade. Lani-Loli é dublada por Richard Steven Horvitz ; Kupuna-Wa é dublada por Cherise Boothe; Akano é dublado por Fred Tatasciore e as metades velha e jovem de Ika-Ika são dubladas respectivamente por Tatasciore e Zeno Robinson.

### Doutor N. Gin
O Doutor N. Gin é o braço direito do Doutor Neo Cortex, que serve como substituto do Doutor Nitrus Brio após Crash Bandicoot. Ex-físico da indústria de defesa, um acidente acabou deixando um míssil alojado em sua cabeça, conseguindo transformar o míssil em um sistema de suporte de vida. N. Gin frequentemente aparece como um personagem chefe, geralmente lutando contra Crash e Coco com grandes mechas.
N. Gin é dublado por Brendan O'Brien nos jogos da Naughty Dog, por Corey Burton em Crash Bandicoot: The Wrath of Cortex, Crash Bandicoot N. Sane Trilogy, Crash Team Racing Nitro-Fueled e Crash Bandicoot 4: It's About Time, por Quinton Flynn em Crash Nitro Kart e Crash Twinsanity, e por Nolan North nos jogos da Radical Entertainment. Matthew Hahn, em seu livro The Animated Peter Lorre, identificou N. Gin como uma das várias caricaturas animadas do ator Peter Lorre.

### Tiny Tiger
Tiny Tiger é um enorme e brutal tigre-da-tasmânia capanga de Neo Cortex que frequentemente aparece como chefe nos jogos principais e como personagem jogável em spin-offs. Ele é dublado por Brendan O'Brien em Crash Bandicoot: Warped e Crash Team Racing, por John DiMaggio em Crash Nitro Kart, Crash Bandicoot N. Sane Trilogy e Crash Team Racing Nitro-Fueled, por Chris Williams nos jogos da Radical Entertainment e por Nolan North na versão para Nintendo DS de Crash of the Titans.

### Doutor Nitrus Brio
O Doutor Nitrus Brio é um subordinado traiçoeiro do Doutor Neo Cortex, que criou o Evolvo-Ray. Ele geralmente aparece como um personagem chefe no primeiro jogo da franquia. N. Brio é dublado por Brendan O'Brien em Crash Bandicoot e Crash Bandicoot 2: Cortex Strikes Back; Maurice LaMarche em Crash: Mind over Mutant e Crash Bandicoot N. Sane Trilogy ; Tom Kenny em Crash Team Racing Nitro-Fueled ; e Roger Craig Smith em Crash Bandicoot 4: It's About Time. Brio foi criado pela Naughty Dog como um contraste para o Doutor Cortex: "manso com a força de Cortex, lógico com as emoções de Cortex, bem-sucedido (suas invenções funcionam) com o fracasso de Cortex".

### Ripper Roo
Ripper Roo é um canguru que foi um dos primeiros experimentos de Cortex com o Evolvo-Ray e o Cortex Vortex. Após sua transformação inicial, Cortex submeteu impacientemente Ripper Roo ao Cortex Vortex e o colocou em sobrecarga por 24 horas, resultando no estado mental caótico. Ripper Roo está sempre preso em uma camisa de força e armado com unhas afiadas. Ele está em constante estado de euforia, é imprevisível em seu comportamento e é propenso a ataques de riso maníaco. Ripper Roo aparece como um personagem chefe em Crash Bandicoot, Crash Bandicoot 2: Cortex Strikes Back e Crash Team Racing, e como um obstáculo no nível "El Pogo Loco" de Crash Bash. A risada de Ripper Roo nos títulos originais do PlayStation é uma amostra de uma hiena (dublada por Dallas McKennon) do filme de 1955 A Dama e o Vagabundo. Ele é dublado por Jess Harnell na trilogia Crash Bandicoot N. Sane e por Andrew Morgado em Crash Team Racing Nitro-Fueled.

### Papu Papu
Papu Papu é o chefe da tribo nativa de descendentes lemurianos da Ilha N. Sanity. Embora anteriormente um grande guerreiro, ele se contentou em deixar as atividades de Cortex passarem despercebidas por sua tribo, atribuindo a crescente poluição e a escassez de peixes à retribuição divina. Ele aparece como um personagem chefe em Crash Bandicoot, Crash Team Racing e Crash Bash. Em Crash Twinsanity, ele captura Cortex depois que ele tropeça em sua vila, e ordena a captura de Crash após Crash resgatar Cortex. Papu Papu é dublado pelo produtor David Siller em Crash Bandicoot, por David Anthony Pizzuto em Crash Team Racing  e por Dwight Schultz de Crash Twinsanity em diante. 

### Irmãos Komodo
Os irmãos Komodo, Joe e Moe, são um par de dragões-de-komodo mutantes que empunham cimitarras e aparecem como personagens chefes em Crash Bandicoot 2: Cortex Strikes Back e Crash Bash ; Joe aparece sozinho como um personagem chefe em Crash Team Racing . Joe é magro e inteligente, enquanto Moe é grande e musculoso. Joe é dublado por David Anthony Pizzuto em Crash Team Racing. Moe é dublado por Brendan O'Brien em Crash Bandicoot 2: Cortex Strikes Back e Crash Bash. Ambos os irmãos são dublados por Fred Tatasciore em Crash Bandicoot N. Sane Trilogy e Crash Team Racing Nitro-Fueled.

### Pinstripe Potoroo
Pinstripe Potoroo é um potoroo CEO da fábrica de Cortex que veste um terno vermelho listrado, e geralmente está armado com uma metralhadora. Ele aparece como um personagem chefe em Crash Bandicoot e Crash Team Racing e como um personagem jogável em Crash Boom Bang!. Pinstripe é dublado por Brendan O'Brien em Crash Team Racing, por Jess Harnell na trilogia Crash Bandicoot N. Sane e por Robbie Daymond em Crash Team Racing Nitro-Fueled .

### Koala Kong
Koala Kong é um coala mutante que foi o segundo experimento de Cortex com o Evolvo-Ray, que lhe concedeu superforça. Como Cortex estava relutante em submeter Kong ao Vórtice Cortex após seu fracasso com Ripper Roo, ele permitiu que o cérebro de Kong se desenvolvesse em seu próprio ritmo. Koala Kong aparece como um personagem chefe em Crash Bandicoot e como um personagem jogável em Crash Bash e Crash Team Racing Nitro-Fueled. Ele é dublado por Fred Tatasciore na trilogia Crash Bandicoot N. Sane e Nitro-Fueled.

### Elementais
Os Elementais − compostos por Rok-Ko, Wa-Wa, Py-Ro e Lo-Lo − são um grupo de máscaras malignas revividos por Uka Uka em Crash Bandicoot: The Wrath of Cortex para atuar como uma fonte de energia para Crunch Bandicoot. Eles são inanimados novamente por Crash. Rok-Ko, Wa-Wa, Py-Ro e Lo-Lo são dublados respectivamente por Thomas F. Wilson, R. Lee Ermey, Mark Hamill e Jess Harnell. Eles fizeram outra aparição em Crash Bandicoot: On the Run! como mini-chefes, trabalhando ao lado de Uka Uka.